# Cornus volkensii
Cornus volkensii är en kornellväxtart som beskrevs av Hermann August Theodor Harms. Cornus volkensii ingår i släktet korneller, och familjen kornellväxter. Inga underarter finns listade i Catalogue of Life.